# Ghilzaistammar
Ghilzai (Ghalji, Khalji) är ett stamförbund i Afghanistan. Ordet har den ursprungliga med betydelsen "bergsbor" Deras kärnområde är provinsen Paktika. Ghilzai är det största stamförbundet i Afghanistan och den afghanska Hotakidynastin (1709-1738) var ghilzai-pashtuner.